# Liste der Baudenkmale in Marienfließ
In der Liste der Baudenkmale in Marienfließ sind alle Baudenkmale der brandenburgischen Gemeinde Marienfließ und ihrer Ortsteile aufgelistet. Grundlage ist die Veröffentlichung der Landesdenkmalliste mit dem Stand vom 31. Dezember 2020.

## Baudenkmale in den Ortsteilen
In den Spalten befinden sich folgende Informationen:
- ID-Nr.: Die Nummer wird vom Brandenburgischen Landesamt für Denkmalpflege vergeben. Ein Link hinter der Nummer führt zum Eintrag über das Denkmal in der Denkmaldatenbank. In dieser Spalte kann sich zusätzlich das Wort Wikidata befinden, der entsprechende Link führt zu Angaben zu diesem Denkmal bei Wikidata.
- Lage: die Adresse des Denkmales und die geographischen Koordinaten. Link zu einem Kartenansichtstool, um Koordinaten zu setzen. In der Kartenansicht sind Denkmale ohne Koordinaten mit einem roten beziehungsweise orangen Marker dargestellt und können in der Karte gesetzt werden. Denkmale ohne Bild sind mit einem blauen bzw. roten Marker gekennzeichnet, Denkmale mit Bild mit einem grünen beziehungsweise orangen Marker.
- Bezeichnung: Bezeichnung in den offiziellen Listen des Brandenburgischen Landesamtes für Denkmalpflege. Ein Link hinter der Bezeichnung führt zum Wikipedia-Artikel über das Denkmal.
- Beschreibung: die Beschreibung des Denkmales
- Bild: ein Bild des Denkmales und gegebenenfalls einen Link zu weiteren Fotos des Baudenkmals im Medienarchiv Wikimedia Commons

### Frehne
| ID-Nr.   | Lage                            | Bezeichnung                                                                                       | Beschreibung | Bild                                                                                              |
| -------- | ------------------------------- | ------------------------------------------------------------------------------------------------- | ------------ | ------------------------------------------------------------------------------------------------- |
| 09162015 | Frehner Allee (Lage)            | Dorfkirche mit Einfriedung                                                                        |              | weitere Bilder                                                                                    |
| 09160751 | Frehner Allee, Zur Waage (Lage) | Gutsanlage, bestehend aus Gutshaus mit Park, Nebengebäuden, Brennerei mit Schornstein und Scheune |              | Gutsanlage, bestehend aus Gutshaus mit Park, Nebengebäuden, Brennerei mit Schornstein und Scheune |
| 09160813 | Frehner Allee 13 (Lage)         | Wohnhaus „Schäferhof“                                                                             |              | BW                                                                                                |
| 09160090 | Frehner Allee 41 (Lage)         | Wohnhaus                                                                                          |              | BW                                                                                                |

### Jännersdorf
| ID-Nr.   | Lage                  | Bezeichnung                                                       | Beschreibung | Bild               |
| -------- | --------------------- | ----------------------------------------------------------------- | ------------ | ------------------ |
| 09160172 | Jännersdorfer Ring () | Gedenktafel und Gedenkstein für die Opfer des Todesmarschs (1945) |              | ein Bild hochladen |
| 09161229 | Jännersdorfer Ring () | Glockenstuhl mit Glocke                                           |              | ein Bild hochladen |

### Krempendorf
| ID-Nr.   | Lage                  | Bezeichnung                                                            | Beschreibung | Bild |
| -------- | --------------------- | ---------------------------------------------------------------------- | --- | ---- |
| 09160209 | Dorfring 46 (Lage)    | Gedenktafel für die Opfer des Todesmarschs des KZ Sachsenhausen (1945) | Die Gedenktafel für die Opfer des Todesmarschs des KZ Sachsenhausen nach Schwerin (1945) befindet sich am westlichen Ortsausgang. | BW   |
| 09161231 | Dorfring 46/47 (Lage) | Altlutherische Kirche                                                  | | BW   |

### Stepenitz
| ID-Nr.   | Lage                                    | Bezeichnung                                                       | Beschreibung                                                                                     | Bild               |
| -------- | --------------------------------------- | ----------------------------------------------------------------- | ------------------------------------------------------------------------------------------------ | ------------------ |
| 09160580 | ()                                      | Gedenkstein und Gedenktafel für die Opfer des Todesmarschs (1945) |                                                                                                  | ein Bild hochladen |
| 09160579 | Stift Marienfließ 5, 6, 6a, 7, 8 (Lage) | Evangelisches Stift Marienfließ mit Parkanlage                    | Das heutige evangelisches Stift Marienfließ wurde von Zisterzienserinnen im Jahr 1231 gegründet. | weitere Bilder     |